# Augochloropsis flammea
Augochloropsis flammea là một loài Hymenoptera trong họ Halictidae. Loài này được Smith mô tả khoa học năm 1861.